# Ericus Holm
Ericus Holm, död 1581 i Styrstads församling, var en svensk präst.

## Biografi
Ericus Holm var son till kyrkoherden Nicolaus Jonæ i Vadstena församling. Han blev 1560 kyrkoherde i Styrstads församling. Holm blev 1576 prost och avled 1581 i Styrstads församling.

### Familj
Holm gifte sig med Anna Pedersdotter. Hon var dotter till frälsegodsägaren Per Mattsson Upplänning i Uppland och Christina Ericsdotter (Puke). De fick tillsammans barnen kyrkoherden Peder Holm (1579–1639) i Skänninge församling, kyrkoherden Nicolaus Gothus i Veta församling och Margareta Holm som var gift med kyrkoherden Claudius Prytz i Sankt Olofs församling, Norrköping.